# Síndrome de Nagali
Os portadores da síndrome de Nagali não têm nenhuma impressão digital. Aproximadamente 3 mil pessoas no mundo tem esse defeito genético raríssimo que impede a formação das digitais no feto. A probabilidade de um bebê nascer com esse problema é cerca de um em cada 3 milhões. Além da falta das impressões digitais as pessoas portadoras da síndrome costumam ter unhas, dentes e cabelos mais frágeis e a pele apresenta manchas marrons irregulares pelo corpo. No caso de indivíduos saudáveis que perdem as digitais com o passar do tempo (acidentes, problemas biológicos associados ao clima e contato com produtos químicos) a identificação é feita pelos dedos maiores dos pés ou pela arcada dentária. A alternativa mais viável para reconhecimento é a biometria onde dispositivos eletrônicos identificam o formato do rosto e da íris – únicos em cada pessoa.